# José Raúl Mulino
José Raúl Mulino (David, 13 de junho de 1959) é um advogado, diplomata, político panamenho, e atual presidente do Panamá. Ele concorreu à presidência nas eleições panamenhas de 2024, que venceu com 34% dos votos como candidato ao Realizando Metas e substituto do ex-presidente Ricardo Martinelli.
Foi Ministro de Governo e Justiça de 2009 a 2010 e Ministro de Segurança Pública de 2010 a 2014, ambas funções no governo do Presidente Martinelli. Foi Vice-Ministro (1990–1993) e Ministro das Relações Exteriores (1993–1994) no governo do Presidente Guillermo Endara. De 1994 a 1995 foi membro do Conselho Nacional de Relações Exteriores e Magistrado Suplente da Câmara Cível do Supremo Tribunal de Justiça.
Mulino foi o candidato a vice-presidente de Martinelli nas eleições de 2024; depois que Martinelli foi desqualificado para concorrer em meio a escândalos de corrupção, ele apoiou Mulino.

## Juventude e carreira jurídica
Mulino nasceu em 13 de junho de 1959 em David, Chiriquí. É filho do político e governador da província de Chiriquí José Mulino Rovira e da empresária Nelly Quintero de Mulino. Seu irmão é o diplomata José Javier Mulino.
Concluiu os estudos primários e secundários na Escola San Vicente de Paul, em David, Chiriquí. Ele se formou na universidade com bacharelado em ciências e letras. Posteriormente, estudou direito e ciências políticas na Universidade Católica Santa María La Antigua, graduando-se em 1982. No ano seguinte, concluiu o mestrado em direito marítimo pela Universidade de Tulane.
Depois de se formar em Direito, dedicou-se à prática profissional privada na área do direito marítimo, sendo em 1988 sócio fundador do escritório Fábrega, Molino y Mulino. Nessa época iniciou o seu activismo contra a ditadura militar de Manuel Noriega, como representante de diversas associações comerciais.

## Carreira política
Em 1990 foi nomeado Vice-Ministro das Relações Exteriores, durante o governo do presidente Guillermo Endara, após a restauração da democracia. Após a morte do Chanceler Julio Linares, tornou-se Ministro das Relações Exteriores e permaneceu no cargo até o final do governo em 1994. Durante seu mandato como ministro, visitou diversos governos e organizações internacionais, e atuou como Chefe da Delegação Negociadora da República do Panamá perante os governos dos Estados Unidos e do Reino Unido, para a negociação e assinatura de tratados de assistência jurídica mútua sobre questões criminais e crimes relacionados ao tráfico de drogas. De 1994 a 1995 foi membro do Conselho Nacional de Relações Exteriores e Magistrado Suplente da Câmara Cível do Supremo Tribunal de Justiça.
No governo Martinelli foi nomeado Ministro do Governo e da Justiça em 2009 e serviu apenas um ano, até 2010, onde apresentou a sua demissão. Posteriormente, foi nomeado Ministro da Segurança Pública a partir de 2010 e serviu até o final da administração em 2014. Ele recebeu tarefas importantes, tornando-se um dos aliados de maior confiança do presidente Martinelli. Como ministro, reforçou a segurança nas ruas, através da aplicação de postos de controlo policial, o que Mulino afirmou ter sido um sucesso, uma vez que a polícia conseguiu prender quinze mil criminosos que tentavam sair do Panamá, embora alguns advogados tenham manifestado preocupação
Em 9 de março de 2012, anunciou sua renúncia ao cargo de Ministro de Governo e Justiça, após disputas com o diretor da Polícia Nacional do Panamá, Gustavo Pérez, sobre a regulamentação de um novo estatuto para entidades de segurança do estado. No entanto, em 14 de março, ele retirou sua renúncia, após a demissão de Pérez do cargo de policial pelo presidente Martinelli. Em julho de 2013, foi um dos encarregados de lidar com a crise do navio norte-coreano Chong Chon Gang, no qual Cuba transportava material de guerra escondido em 250.000 sacos de açúcar mascavo, mas que estava detido em águas panamenhas. Os tripulantes norte-coreanos foram detidos e posteriormente libertados e deportados, além de receberem multa da Autoridade do Canal do Panamá e retenção de material de guerra.
Em 2015 foi preso por alegadamente ter cometido crimes contra a administração pública, mas no final o seu processo em 2016 foi anulado devido a erros processuais.
Mulino esteve envolvido na política partidária e foi o fundador do Partido da Solidariedade, servindo primeiro como vice-presidente e depois como presidente. Mais tarde, ele serviu como segundo vice-presidente da União Patriótica. Ele se juntou à Mudança Democrática de Martinelli em 2011 até deixar o partido em 2019, três anos depois ele se juntou ao novo partido fundado de Martinelli, Realizando Metas.

### Candidaturas presidenciais e vice-presidenciais
Em 28 de maio de 2018, concorreu como candidato presidencial pela Mudança Democrática (CD), com o objetivo de recuperar o controle do partido para o ex-líder Martinelli, que tinha atritos com Rómulo Roux, o novo presidente do CD. No entanto, perdeu as primárias para Roux, com quem, após vários meses de recusa, aliou-se para apoiar a sua candidatura nas eleições de 2019. Mulino argumentou que sua aliança buscava devolver o crescimento, a prosperidade e os empregos que CD havia alcançado durante o governo Martinelli, a quem também apoiou em seu retorno ao país; no entanto, Roux terminou em segundo lugar, perdendo por pouco para Laurentino Cortizo.
Mulino foi o candidato a vice-presidente de Martinelli nas eleições de 2024; Martinelli, porém, foi desqualificado para concorrer após ser condenado a quase onze anos de prisão por lavagem de dinheiro. Como resultado, Martinelli, que liderou todas as pesquisas no seguimento da eleição, endossou Mulino e o Realizando Metas o nomeou. Após o aval, 26% dos entrevistados afirmaram que votariam em Mulino nas eleições, 16 pontos a mais que seus seguidores imediatos, segundo pesquisa da empresa Mercado Planificado, publicada pelo jornal La Prensa. Após a desqualificação de Martinelli, o Tribunal Eleitoral decidiu que a votação para o Realizando Metas deveria listar Mulino como “candidato presidencial sem vice-presidente”.